# Penehuleria acuticephala
Penehuleria acuticephala är en insektsart som beskrevs av Beamer 1934. Penehuleria acuticephala ingår i släktet Penehuleria och familjen dvärgstritar. Inga underarter finns listade i Catalogue of Life.